# Marvin Hinton
Marvin Hinton (Londres, Inglaterra, 2 de febrero de 1940) es un exfutbolista inglés que se desempeñó como defensa en clubes como el Charlton Athletic y el Chelsea FC.

## Selección nacional
Fue internacional con la Selección de Inglaterra Sub-23 en 3 ocasiones y sin haber marcado un solo gol. Debutó el 28 de febrero de 1962, en un encuentro amistoso ante la selección de Escocia Sub-23 que finalizó con marcador de 4-2 a favor de los ingleses.

## Clubes
| Club              | País       | Año         |
| ----------------- | ---------- | ----------- |
| Charlton Athletic | Inglaterra | 1957 - 1963 |
| Chelsea FC        | Inglaterra | 1963 - 1976 |

## Palmarés

### Campeonatos nacionales
| Título              | Club       | País       | Año     |
| ------------------- | ---------- | ---------- | ------- |
| Football League Cup | Chelsea FC | Inglaterra | 1964-65 |
| FA Cup              | Chelsea FC | Inglaterra | 1969-70 |

### Copas internacionales
| Título           | Club       | País       | Año     |
| ---------------- | ---------- | ---------- | ------- |
| Recopa de Europa | Chelsea FC | Inglaterra | 1970-71 |